# Michael Giles
Michael Rex Giles (Bournemouth, 1º marzo 1942) è un batterista britannico noto soprattutto per essere stato membro della prima formazione dei King Crimson.

## Stile musicale
Nel suo stile molto fluido e libero è evidente la radice jazz ma anche l'influenza di musicisti come Mitch Mitchell e Ginger Baker. Dal vivo, con i primi King Crimson, utilizzava la doppia cassa, dal suono potentissimo. Non ha comunque mai amato esibirsi in concerto.

## Biografia

### Inizi
Nato nel 1942 a Winton, sobborgo di Bournemouth, assieme al fratello Peter Giles fu educato alla musica classica dal padre violinista. Verso la metà degli anni cinquanta i due si appassionarono di rock & roll e jazz e si dedicarono alla musica. Ad inizio carriera suonarono nei gruppi Johnny King and The Raiders (1960 - 1961) e Dave Anthony and The Rebels (1961). Incisero i primi singoli, prodotti da Joe Meek e pubblicati dalla Oriole, con il gruppo The Dowlands Brothers & The Soundtracks (1961 - 1963), la cui musica si ispirava agli Everly Brothers.
Dopo le brevi esperienze con le band The Sands (1963) e The Interns (1963), i Giles cercarono maggiore successo formando i Trendsetter Limited (1964 - 1966), con i quali pubblicarono altri singoli per la Parlophone, la stessa etichetta dei Beatles, e furono in tournée in Europa. Nel 1966 ribattezzarono il gruppo The Trend e l'anno successivo The Brain, sotto questo nome la loro musica abbracciò le nuove tendenze dell'avanguardia di quel tempo, risultando più vivace e satirica, influenzata da free jazz, rock psichedelico e atmosfere da music hall. Buona parte dei brani registrati dai Giles in queste band di inizio carriera furono pubblicati nel 2009 dalla Voiceprint nell'album The Giles Brothers 1962-1967.

### Con il fratello, Robert Fripp e Ian McDonald
Verso la fine estate del 1967, con il fratello Peter e Robert Fripp formò i Giles, Giles & Fripp che nel 1968 realizzarono il loro unico album The Cheerful Insanity of Giles, Giles & Fripp, pubblicato dalla Deram. Malgrado il disco avesse venduto meno di 1 000 copie, il gruppo rimase unito e vide l'entrata del poeta Pete Sinfield, del fiatista Ian McDonald e della sua compagna, l'ex cantante dei Fairport Convention Judy Dyble. La nuova formazione incise i brani She Is Loaded, (Why Don't You Just) Drop In e I Talk to the Wind; questi ultimi due sarebbero stati in seguito pubblicati dai King Crimson.
Dopo alcune apparizioni televisive del gruppo, Fripp prese atto degli scarsi risultati ottenuti e iniziò a comporre brani più sperimentali. Peter Giles si accorse di essere stanco di lavorare nell'ambiente musicale e lasciò il gruppo. In questo periodo, Michael Giles fu l'unico dei componenti del gruppo ad avere regolari entrate per la sua collaborazione con la band di Mike Morton. Brani registrati da Giles, Giles & Fripp, molti dei quali inediti, sarebbero stati pubblicati nel 2001 negli album The Brondesbury Tapes e Metaphormosis, rispettivamente dalla Voiceprint e dalla Tenth Planet.
Nel gennaio del 1969, Fripp, Sinfield, McDonald e Michael Giles formarono i King Crimson, con il bassista e cantante Greg Lake al posto di Peter. Dopo il brillante album di esordio In the Court of the Crimson King, McDonald lasciò il gruppo e, nei primi mesi del 1970, dopo che Lake annunciò la sua fuoriuscita durante le incisioni del secondo album In the Wake of Poseidon, Fripp scelse di continuare a registrare con Peter Giles al basso, mentre Michael apparve come ospite. Subito dopo i fratelli Giles lasciarono definitivamente il gruppo e si unirono a McDonald per registrare McDonald and Giles, pubblicato dalla Island nel gennaio 1971, album dallo stile più melodico rispetto a quello dei King Crimson, ma altrettanto impegnativo musicalmente.

### Carriera da solista e altre collaborazioni
Ebbe quindi inizio la sua carriera di session man, nel corso della quale avrebbe suonato con artisti di grande fama. Il suo album di esordio da solista, Progress, fu registrato alla fine degli anni settanta ma pubblicato solo nel 2002 dalla Voiceprint. Nel 1983 compose la colonna sonora del film Ghost Dance con Jamie Muir, nei King Crimson tra il '72 e il '73, e David Cunningham, di The Flying Lizards. Tra i musicisti con cui suonò e andò in tournée come session man vi sono Roger Glover, Anthony Phillips, Graham Bonnet, Penguin Cafe Orchestra, Bryan Ferry, Kevin Ayers, Steve Winwood, Zoot Money, Yvonne Elliman, Francis Monkman, Rupert Hine, Neil Sedaka, Greg Lake, Grimms e Leo Sayer.
Giles fu nel 2002 il fondatore della 21st Century Schizoid Band, un gruppo di ex membri dei King Crimson del periodo progressive (1969-72), con il genero Jakko Jakszyk, ex membro dei Level 42, a sostituire Robert Fripp. Dopo la prima tournée preferì lasciare le bacchette all'altro ex Crimson Ian Wallace. Formò quindi The Michael Giles Mad Band, con la quale pubblicò nel 2009 The Adventures Of The Michael Giles MAD BAND e nel 2011 In the Moment, quest'ultimo con la collaborazione di Keith Tippett.

## Discografia

### Album in studio
- 2002 Progress (registrato nel 1978)
- 2009 The Adventures Of The Michael Giles MAD BAND (come The Michael Giles Mad Band)
- 2011 In the Moment (come The Michael Giles Mad Band)

### Colonne sonore
- 1996 Ghost Dance (con Jamie Muir e David Cunningham)

### Con Giles, Giles & Fripp
- 1968 The Cheerful Insanity of Giles, Giles & Fripp
- 2001 The Brondesbury Tapes
- 2001 Metamorphosis

### Con McDonald & Giles
- 1971 McDonald and Giles

### Con Peter Giles & Michael Giles
- 2009 The Giles Brothers 1962 > 1967

### Altre collaborazioni
Nel corso della lunga carriera di session man, Giles ha collaborato nei dischi di decine di artisti, di seguito una selezione delle sue collaborazioni:
King Crimson
- 1969 In the Court of the Crimson King
- 1970 In the Wake of Poseidon

The Mike Morton Congregation
- 1971 NONSTOP ROCK-N-ROLL
- 1971 Nonstop Top 20 Volume One
- 1971 Nonstop Top 20 Volume Two
- 1971 Nonstop Top 20 Volume Three

Luther Grosvenor
- 1971 : Under open skies

Kenny Young
- 1971 Clever Dogs Chase The Sun

Jackson Heights
- 1972 The Fifth Avenue Bus
- 1972 Ragamuffins Fool
- 1973 Bump n' Grind

Yvonne Elliman
- 1973 Food of Love

Leo Sayer
- 1973 Silverbird
- 1974 Just a Boy
- 1975 Another year

John G. Perry
- 1976 Sunset Wading
- 1995 Seabird

Kevin Ayers
- 1974 The Confessions of Dr. Dream and Other Stories

Neil Sedaka with The Royal Philharmonic Orchestra
- 1974 Live at the Royal Festival Hall

Anthony Phillips
- 1978 Wise After the Event
- 1979 Sides

Greg Lake
- 1981 Greg Lake

Penguin Cafe Orchestra
- 1984 Broadcasting from Home
- 2001 A History

Grimms
- 1993 Grimms + Rockin' Duck

Ian McDonald
- 1999 Driver's Eyes

21st Century Schizoid Band
- 2002 Official Bootleg Volume One
- 2002 Live in Japan – Official Bootleg Volume Two